# Minus van Looi
Minus van Looi (Tessenderlo, 23 april 1892 - aldaar, 23 april 1952), pseudoniem van Benjamin Vandervoort, was een Vlaams schrijver. Hij ging tot zijn veertiende naar school en leerde dan het beroep van kleermaker. Als autodidact werd hij volksschrijver.
Minus van Looi woonde zijn hele leven in Tessenderlo en kende de streek met zijn mensen door en door. Zijn werken gaan dan ook over deze gewone mensen en werden door deze mensen indertijd enorm gewaardeerd. De critici vonden zijn werk doorgaans te conservatief en te katholiek. Zijn bekendste werk is Koolputtersvolk uit 1946.

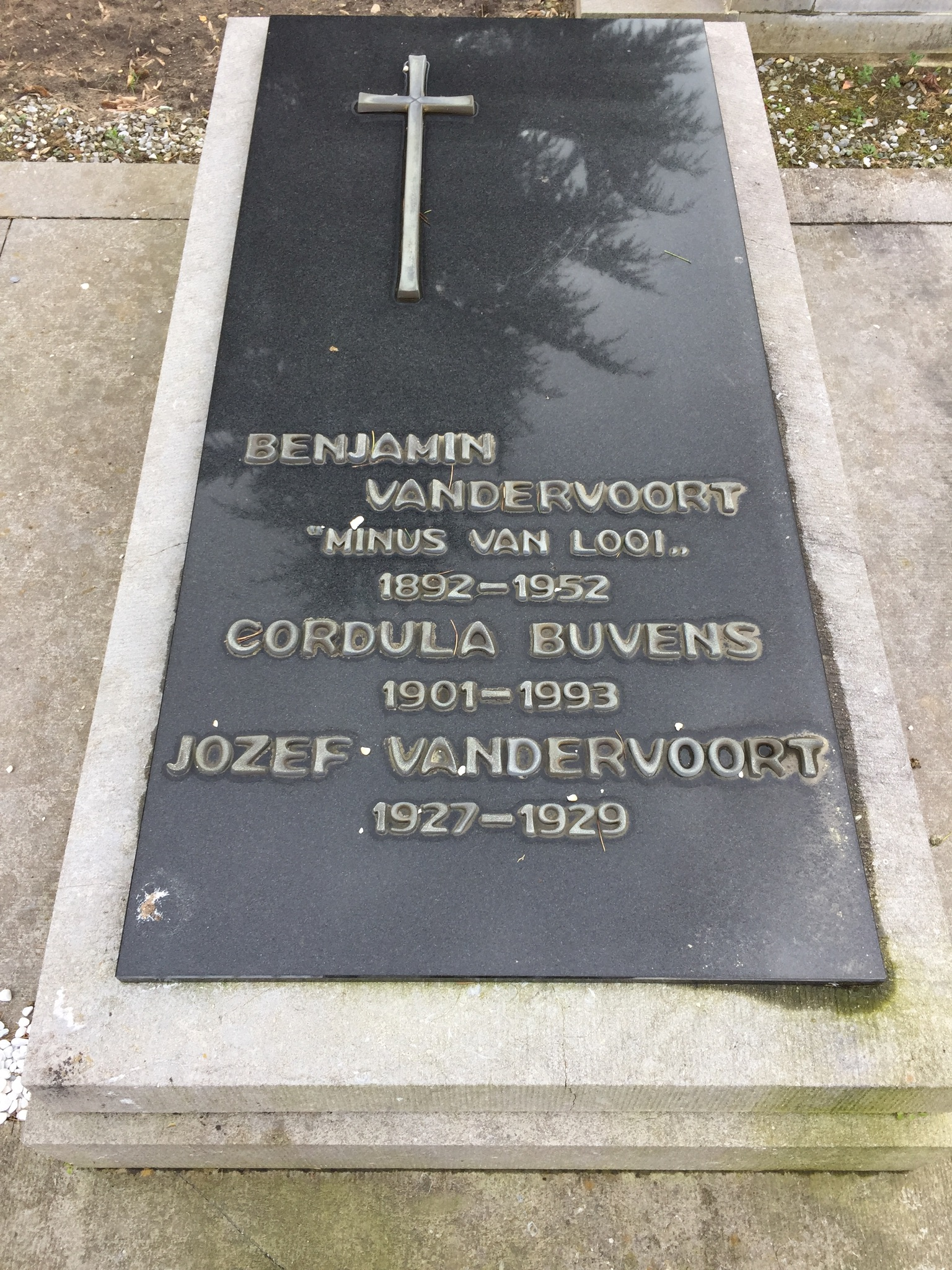
Graf van Minus van Looi

Zoals hij zelf voorspeld had, stierf Minus van Looi op zijn zestigste verjaardag (23 april 1952) in zijn geliefd Tessenderlo. In 2002 werd te zijner ere een standbeeld onthuld.